# Turniczka Chałubińskiego
Turniczka Chałubińskiego (słow. Chałubińského vežička, niem. Chałubiński-Türmchen, węg. Chałubiński-tornyocska) – turnia o wysokości 2073 m w grani głównej Tatr pomiędzy Ciemnosmreczyńską Turnią, od której oddziela ją Przełęcz nad Wrotami (2063 m), a Kopą nad Wrotami oddzieloną Szczerbiną nad Wrotami (2053 m). Długo była bezimienna. Nazwę nadali jej słynni słowaccy tatrolodzy Arno Puškáš i Ivan Bohuš Uczcili w ten sposób Tytusa Chałubińskiego – profesora medycyny, botanika, działacza społecznego, popularyzatora tatrzańskiej turystyki i badacza jej przyrody.
Na południe, do Doliny za Mnichem Turniczka Chałubińskiego opada pionową, kruchą ścianką o wysokości 20 m, na południe, do Doliny Ciemnosmreczyńskiej ścianą około trzykrotnie dłuższą, ale mniej stromą i bardziej trawiastą.
Pierwsze odnotowane wejście:
- Południowo-wschodnią granią z Przełęczy nad Wrotami:
  - latem – Stefan Komornicki, Jerzy Żuławski z przewodnikiem Józefem Gąsienicą-Tomkowym 7 września 1908 r. Przeszli ze Szczerbiny nad Wrotami ściśle granią pod przewieszkę, trawersem przez trawiastą półkę i w górę skalisto-trawiastym kominkiem na szczyt turniczki. II-III w skali tatrzańskiej;
  - zimą – Zofia Radwańska-Paryska (wówczas Zofia Radwańska-Kuleszyna), Tadeusz Pawłowski 2 stycznia 1937 r.[5]
- Południową ścianką: Andrzej Skłodowski 7 stycznia 1999 r., II, 20 min[5].